# Красный Озерок
Красный Озерок — деревня в Селижаровском муниципальном округе Тверской области.

## География
Находится в западной части Тверской области на расстоянии приблизительно 14 км на северо-запад по прямой от административного центра округа поселка Селижарово.

## История
На карте 1941 года деревня была отмечена как Красный Поселок. До 2020 года входила в состав Селищенского сельского поселения Селижаровского района до их упразднения.

## Население
Численность населения: 4 человека (русские 100 %) в 2002 году, 9 в 2010.